# Ryn
Ryn (în germană Rhein) este un oraș în Polonia.

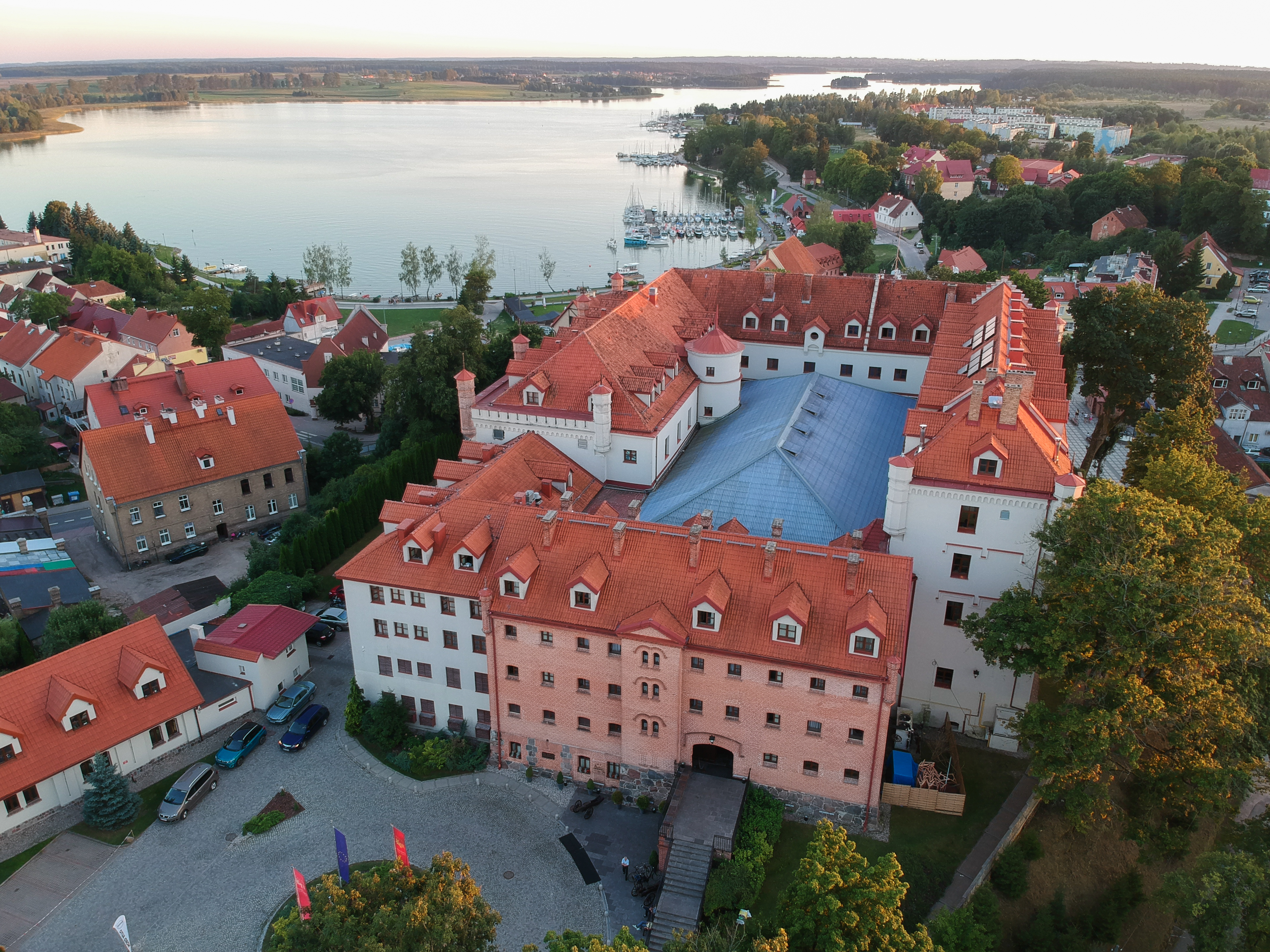
Castelul din Ryn